# Topomyia baolini
Topomyia baolini är en tvåvingeart som beskrevs av Gong 1989. Topomyia baolini ingår i släktet Topomyia och familjen stickmyggor. Inga underarter finns listade i Catalogue of Life.